# Spanje op het Eurovisiesongfestival 2006
Spanje nam deel aan het Eurovisiesongfestival 2006 in Athene (Griekenland). Het was de 44ste deelname van het land aan het festival.

## Selectieprocedure
In tegenstelling tot de voorbije jaren koos men deze keer voor een interne selectie.
Men koos voor de wereldberoemde groep Las Ketchup met de song Un Bloody Mary.
De meidengroep is het meest bekend van hun lied The Ketchup Song.

## In Athene
In Griekenland moest Spanje optreden als zesde in de finale, net na Noorwegen en voor Malta. Op het einde van de puntentelling hadden ze 18 punten verzameld, goed voor een eenentwintigste plaats. 
Men ontving 1 keer het maximum van de punten.
Nederland en België hadden geen punten over voor deze inzending.

### Gekregen punten

#### Finale
| 12 punten | 10 punten | 8 punten | 7 punten | 6 punten  |
| --------- | --------- | -------- | -------- | --------- |
| - Andorra |           |          |          | - Albanië |
| 5 punten  | 4 punten  | 3 punten | 2 punten | 1 punt    |
|           |           |          |          |           |

### Punten gegeven door Spanje

#### Halve Finale
Punten gegeven in de halve finale:
| 12 punten | Armenië               |
| 10 punten | Finland               |
| 8 punten  | Andorra               |
| 7 punten  | Zweden                |
| 6 punten  | IJsland               |
| 5 punten  | Bulgarije             |
| 4 punten  | Polen                 |
| 3 punten  | Oekraïne              |
| 2 punten  | België                |
| 1 punt    | Bosnië en Herzegovina |

#### Finale
Punten gegeven in de finale:
| 12 punten | Roemenië              |
| 10 punten | Finland               |
| 8 punten  | Armenië               |
| 7 punten  | Rusland               |
| 6 punten  | Zweden                |
| 5 punten  | Duitsland             |
| 4 punten  | Litouwen              |
| 3 punten  | Oekraïne              |
| 2 punten  | Moldavië              |
| 1 punt    | Bosnië en Herzegovina |

1961 · 1962 · 1963 · 1964 · 1965 · 1966 · 1967 · 1968 · 1969 · 1970 · 1971 · 1972 · 1973 · 1974 · 1975 · 1976 · 1977 · 1978 · 1979 · 1980 · 1981 · 1982 · 1983 · 1984 · 1985 · 1986 · 1987 · 1988 · 1989 · 1990 · 1991 · 1992 · 1993 · 1994 · 1995 · 1996 · 1997 · 1998 · 1999 · 2000 · 2001 · 2002 · 2003 · 2004 · 2005 · 2006 · 2007 · 2008 · 2009 · 2010 · 2011 · 2012 · 2013 · 2014 · 2015 · 2016 · 2017 · 2018 · 2019 · 2020 · 2021 · 2022 · 2023 · 2024 · 2025